# 동음사
동음사는 대한민국 경기도 포천시 이동면 연곡리에 있는 사찰이다. 1986년 4월 9일 포천시의 향토유적 제34호로 지정되었다.

## 개요
안산김씨 선조인 김성대 등을 배향한 사당이다.